# Luis Conta
Luis Adolfo Conta (nacido en Rosario el 6 de enero de 1950) es un exfutbolista argentino. Jugaba como delantero y su primer club fue Rosario Central, equipo con el que fue campeón de Primera División de Argentina.

## Carrera
Debutó en la máxima categoría en el Campeonato Nacional 1971, en un encuentro ante Racing Club, disputado el 7 de noviembre con triunfo canalla 4-2. En dicho cotejo, al igual que en las dos fechas siguientes, los equipos presentaron juveniles a partir de una huelga de los profesionales; Conta disputó todos esos partidos que finalizaron con triunfo centralista y que a la postre colaboró para afianzar la clasificación a las semifinales del torneo. El mismo terminó con la consagración del cuadro auriazul. Durante 1972 tuvo activa participación tanto en el Metropolitano como en el Nacional. Dejó Central al finalizar el año, totalizando 19 partidos en la primera de la Academia.
En 1973 jugó en All Boys.

## Clubes
| Club            | País      | Año       |
| --------------- | --------- | --------- |
| Rosario Central | Argentina | 1971-1972 |
| All Boys        | Argentina | 1973      |

## Palmarés
| Equipo           | País                  | Título    | Año    |
| ---------------- | --------------------- | --------- | ------ |
| Primera División | C. A. Rosario Central | Argentina | N-1971 |